# Библия Леополиты
Библия Леополиты (Краковская, Шарффенберга) (пол. Biblia Leopolity) — первый печатный перевод 1561 Библии на польском языке. Перевод сделан по заказу краковского книгопечатника Марка Шарффенберга и его сына Станислава.

## История
Это был второй католический перевод Библии на польском языке после рукописной Библии королевы Софьи Гольшанской (1453—1455). Издание посвятили королю Сигизмунду II Августу. Перевод Вульгаты выполнил профессор телогии Ягеллонского университета Ян Ночь младший из Львова. Библия была переиздана в 1575 году. Перевод в поздней части считали несовершенным из-за частого использования старосветских слов, выражений, диалектизмов, значительное влияние чешских источников. Следующее издание Библии на польском языке появилось в 1599 году — Библия Якуба Вуека. В ходе проекта 1989 года Biblia Slavica было напечатано репринтное издание Библии Леополиты.
До выхода Библии, Шарффенберги напечатали в 1556 году Новый Завет, который содержал поучения и пророчества Ветхого Завета. Его переиздавали в 1564, 1566, 1568 годах.